# タイコ・トイズ
タイコ・トイズ (Tyco Toys) は、アメリカ合衆国の玩具製造業者。1997年以降は、マテルの事業部門のひとつとなっている。

## 歴史
1926年、ジョン・タイラー (John Tyler) とその家族が、ニュージャージー州ウッドベリー・ハイツで、マントゥア・メタル・プロダクツ (Mantua Metal Products ) という金属加工事業を興した。1930年代に入ると、マントゥアはダイカスト鋳造によるHOゲージの鉄道模型を製造し始め、この趣味の分野における主要なブランドとなった。
第二次世界大戦中の1942年から1945年にかけての時期には、鉄道模型の製造は中断され、同社はアメリカ陸軍やアメリカ海軍に納入する精密計測機器や測量機器の製造に従った。1945年には、優秀な製品を製造したとして陸海軍E賞を受賞した。戦後は、工場を再び鉄道模型製品の生産用に戻した。
マントゥアは1957年に、すぐに走らせることができるレディ・トゥ・ラン仕様 (ready-to-run) の鉄道模型のキットを他に先駆けて発売し、タイラー (Tyler) とカンパニー (Company) から頭の2文字ずつをとった「TYCO」ブランドのもとで売り出した。今日では、蒸気機関車の模型など、TYCO やマントゥア製のダイカスト製品は、コレクターズ・アイテムとなっている。
1960年代に入ると、TYCO は主力商品の重点を、鉄道模型の組み立てキットから、ホビー・ショップで販売されるレディ・トゥ・ラン仕様の模型に移し、さらにHOスケールによる電動式のスロットカーのセットなどを商品に加えた。スロットカー部門は1963年から始まった。1970年代になると、販売やマーケティングを消費者指向 (consumer-oriented) に転じ、マス・マーケットに焦点を当てるようになった。社名もタイコ・インダストリーズ (TYCO Industries) と改められ、この社名で1970年に Consolidated Foods（サラ・リー・コーポレーション (Sara Lee Corporation) の前身）に売却されたが、これは当時のコングロマリット化が盛んな時代を反映していた。その後、サラ・リー・コーポレーションとなった企業体の一部門として、タイコは成長を続けた。
1980年代には、電動式レースカーの分野を席巻し、最初のスロット・トラックである「US-1 Trucks」やラジコン機器の製造も行なった。1989年には View-Master/Ideal Group を買収し、ビューマスター、マグナドゥードル、（Ideal Toy Companyの製品である）「Ideal Nursery」人形の商品ラインが新たに加わった。1990年代には、飛行機、レゴ同様のブロック「スーパー・ブロック・シリーズ」（1983年にレゴの基本特許が失効して以降に商品化）、『セサミストリート』関係商品など、様々な方面に扱う品目を広げた。1991年には、ディズニーの映画『リトル・マーメイド』の人形が、映画の上映期間中に発売されてヒット商品となった。1993年には、ミニカーなどを製造するマッチボックスを買収した。1995年には、傘下のタイコ・プレスクール (Tyco Preschool) が、チルドレンズ・テレビジョン・ワークショップ（現：セサミワークショップ）の主要なライセンシーに指名された。翌年からタイコ・プレスクールは、子どもたちの人気が高い『セサミストリート』関係の新たな商品を幅広く扱うようになった。1997年3月27日、タイコはマテルに買収されたが、この時点までにタイコは規模においてアメリカ合衆国第3位の玩具製造業者となっていた。タイコのブランドは残り、マテルの中のタイコR/C (Tyco R/C) 部門となったが、『セサミストリート』関係商品とマグナドゥードルはフィッシャープライス部門に移された。
この間、1977年に、タイコの鉄道模型事業は、タイラー家に買い戻されており、マントゥア・インダストリーズ (Mantua Industries) というブランドで製造が再開されていた。1993年のカタログ以降、タイコは鉄道模型事業から撤退している。タイコの鉄道模型の大部分は 、以降、マントゥアとインターナショナル・ホビー・コーポレーション (International Hobby Corporation, IHC) によって製造されることとなった。2001年、マントゥアは鉄道模型製造を廃業して、モデル・パワー社(the Model Power company)に売却し、モデル・パワーは蒸気機関車や貨車など少数の商品を「マントゥア・クラシックス (Mantua Classics)」というブランドで販売した。2014年はじめ、モデル・パワーは廃業したが、モデル・パワーのブランドはモデル・レクティファイヤー・コーポレーション (Model Rectifier Corporation, MRC) の一部門として残り、製品の販売が継続されている。